# Ecorregión marina

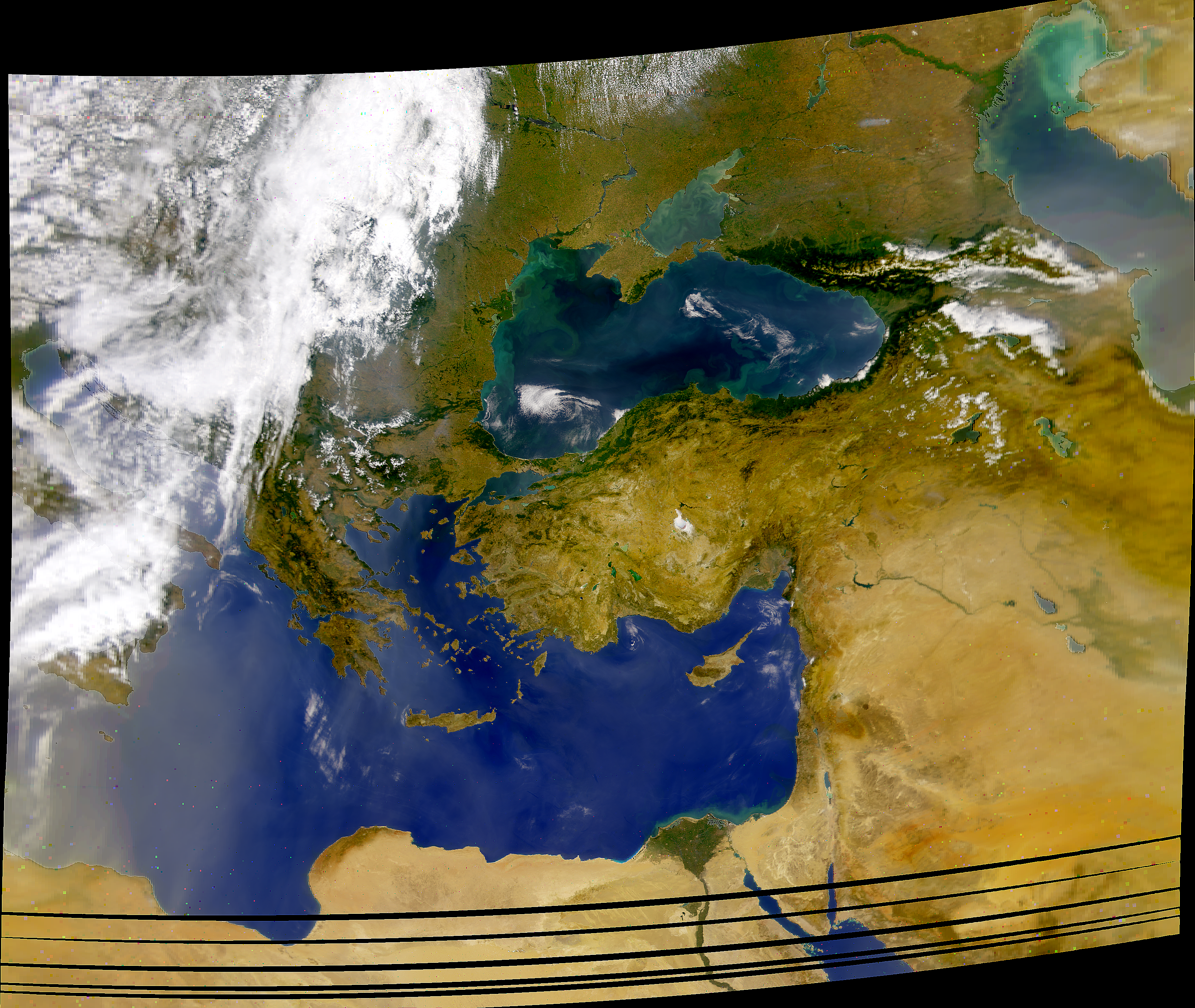
Imagen satelital del Mar Mediterráneo oriental y del Mar Negro

Una ecorregión marina es un área donde la composición de las especies que contiene es relativamente homogénea, y claramente distinguible de las otras áreas adyacentes. Ecológicamente, se trata de unidades fuertemente cohesionadas, lo suficientemente grande para abarcar los procesos ecológicos o la historia de vida de la mayoría de sus especies sedentarias que en ella habitan.
Las ecorregiones marinas han sido definidas por The Nature Conservancy (TNC) y el Fondo Mundial para la Naturaleza (WWF) para ayudar en las actividades de conservación de los ecosistemas marinos.

## Historia y características
Desde mediados del siglo XIX se intenta clasificar los ecosistemas presentes en las aguas marinas del mundo, y son numerosos los científicos que han propuesto distintos sistemas.
El sistema de ecorregiones mundial tiene su origen en las 43 ecorregiones marinas que fueron catalogadas como prioritarias para su conservación por el Global 200. En el año 2007, TNC y WWF refinaron y ampliaron este esquema para proporcionar un sistema que cubra la totalidad de las aguas costeras y de plataforma marinas hasta 200 metros de profundidad, creando el sistema de ecorregiones marinas del mundo (MEOW). Cada ecorregión se extiende desde la costa 370 kilómetros (200 millas náuticas) mar adentro, o más allá, hasta la isóbata de 200 m, si esta se encuentra a mayor distancia. Esta profundidad a menudo corresponde al borde de la plataforma continental o talud, y en ella se perciben enormes cambios bióticos.
El esquema utilizado para designar y clasificar las ecorregiones marinas es análogo al utilizado para definir los otros tipos de ecorregiones. Para su desarrollo requirió profundos análisis de toda la biota marina global.
A escala mundial, la estructura desarrollada se compone de un sistema jerarquizado, que incluye un total de 232 ecorregiones marinas, las que se agrupan en 62 provincias marinas, que a su vez se aglutinan en 12 reinos marinos, que representan las grandes divisiones latitudinales de los mares polares, templados y tropicales, con subdivisiones basadas en las cuencas oceánicas, a excepción de los océanos templados del hemisferio sur, que se basan en los continentes.
Otro sistema similar de identificación de áreas oceánicas con fines de su conservación, es el sistema de los grandes ecosistemas marinos (GEM), desarrollado por la Administración Nacional Oceánica y Atmosférica de los Estados Unidos (NOAA).
Todas las unidades espaciales se definieron sobre bases biogeográficas ampliamente comparables. La información examinada se relaciona a hábitat, características geomorfológicas dominantes,
corrientes marinas, y temperaturas, gracias a los cuales se logró identificar las áreas y sus límites. En muchos casos, estos enfoques divergentes fueron compatibles, dado el estrecho vínculo entre la diversidad biológica y los factores subyacentes abióticos.

## Categorías
La definición de las categorías empleadas es la siguiente.
Reinos.
Es el mayor sistema de unidades espaciales. Se basa en el concepto de reinos terrestres, áreas de tamaño continental o subcontinental con rasgos unificadores de su geografía, fauna, flora, y vegetación.
Desde la perspectiva marina, el Reino se define como:
Regiones oceánicas costeras, bentónicas o pelágicas muy grandes, a través de las cuales sus biotas son internamente coherentes con los mayores niveles taxonómicos, como resultado de compartir una historia evolutiva única. Tienen altos niveles de endemismo, incluidos en niveles genéricos y familiares en algunos grupos. Factores que impulsan el desarrollo de estas biotas únicas incluyen, en grandes escalas, la temperatura del agua, el aislamiento histórico, y la proximidad del bentos.
Provincias
La categoría que anida dentro de los Reinos es la de provincia. Las provincias son:
Grandes áreas definidas por la presencia de biotas distintas que tienen al menos cierta cohesión a lo largo del marco de tiempo evolutivo.
Las provincias tienen algún nivel de endemismo, principalmente a nivel de las especies. Aunque tiene algún papel el aislamiento histórico, muchas de estas biotas han surgido como resultado de los rasgos distintivos abióticos que circunscriben sus límites. Estos pueden incluir características geomorfológicas (una isla aislada, un sistema de plataforma, mares semicerrados), características hidrográficas (surgencias, corrientes marinas, dinámica del hielo), o geoquímica (influencias en escala amplia de suministro de elementos nutrientes y salinidad).
En términos ecológicos, las provincias son unidades cohesivas que pueden abarcan la historia de vida de un número más amplio de taxones, incluyendo a las especies móviles y dispersivas.
Ecorregiones.
Las ecorregiones son las unidades de más pequeña escala en el sistema de ecorregiones marinas del mundo (MEOW). Se las define de este modo: Son áreas donde la composición de sus especies es relativamente homogénea, y notablemente distinta de las ecorregiones adyacentes. La composición de las especies es generalmente determinado por el predominio de un pequeño número de ecosistemas y / o un conjunto distintivo de características oceanográficas o topográficas. Los agentes biogeográficos dominantes que fuerzan la definición de las ecorregiones variar de un lugar a otro, pero pueden incluir aislamiento, surgencia, aportes de nutrientes, afluencia de agua dulce, regímenes de temperatura, regímenes de hielo, exposición, sedimentos, corrientes marinas, batimetría y la complejidad costera.
En términos ecológicos, se trata de unidades fuertemente cohesionadas, lo suficiente grandes para abarcar los procesos ecológicos o la historia de vida de la mayoría de las especies sedentarias. Aunque algunas ecorregiones marinas pueden tener niveles importantes de endemismo, esta no es una clave determinante en la identificación de la ecorregión, como sí lo es en el caso de las ecorregiones de los ecosistemas terrestres.

## Grandes grupos ecológicos
Ecológicamente, las ecorregiones marinas se agrupan en 5 grandes grupos:
- Ecorregiones marinas polares
- Ecorregiones de mares y plataformas templados
- Ecorregiones marinas de afloramientos templados
- Ecorregiones marinas de afloramientos tropicales
- Ecorregiones tropicales coralinas